# بطولة العالم للدراجات على المضمار 2009
بطولة العالم للدراجات على المضمار 2009 هي الدورة ال106 من بطولة العالم للدراجات على المضمار، أجريت في بروشكوف، بولندا.

## النتائج النهائية
| المسابقة                                      | ذهبية | فضية                                                           | برونزية                                                        |
| --------------------------------------------- | --- | -------------------------------------------------------------- | -------------------------------------------------------------- |
| الرجال                                        | |                                                                |                                                                |
| السرعة الفردية                                | غريغوري باودج (FRA) | عزيز حسني أوانغ (MAS)                                          | كيفن سيرو (FRA)                                                |
| سباق الكيلو متر ضد الساعة                     | Stefan Nimke (GER) | تايلور فيني (USA)                                              | Mohd Rizal Tisin (MAS)                                         |
| سباق المطاردة الفردية                         | تايلور فيني (الولايات المتحدة)                                                                                              | جاك بوبريدجي (أستراليا)                                        | دومينيك كورنو (بلجيكا)                                         |
| سباق المطاردة الفرقية                         | كاسبر يورغنسن · ينس اريك مادسن · Michael Færk Christensen · أليكس راسموسن · مايكل موركوف (qualifying round only) · الدنمارك | جاك بوبريدجي · روهان دنيس · لي هوارد · كاميرون ماير · أستراليا | يستلي غوف · Peter Latham · مارك ريان · جيسي سيرجنت · نيوزيلندا |
| سباق الخدش - السكراتش                         | مورغان كنيسكي (FRA) | أنخيل كولا (ARG)                                               | Andreas Müller (AUT)                                           |
| السرعة الفردية للفرق                          | غريغوري باودج · ميكائيل بورجين · كيفن سيرو · فرنسا                                                                          | ماثيو كرامبتون · جيسون كيني · جيمي ستاف · بريطانيا العظمى      | رينيه اندرز · روبرت فورستمان · Stefan Nimke · ألمانيا          |
| السرعة الفردية بالترادف (بالإنجليزية: tandem)‏ | |                                                                |                                                                |
| السباق الأمريكي (ماديسون)                     | مايكل موركوف · أليكس راسموسن · الدنمارك                                                                                     | لي هوارد · كاميرون ماير · أستراليا                             | مارتن بلاها · Jiri Hochmann · جمهورية التشيك                   |
| سباق مطاردة الدراجة النارية للهواة            | |                                                                |                                                                |
| سباق مطاردة الدراجة النارية للمحترفين         | |                                                                |                                                                |
| الكيرين                                       | ماكسيميليان ليفي (GER) | François Pervis (FRA)                                          | تيون مولدر (NED)                                               |
| سباق النقاط                                   | كاميرون ماير (AUS) | Daniel Kreutzfeldt (DEN)                                       | كريس نيوتن (GBR)                                               |
| سباق الأومنيوم                                | لي هوارد (AUS) | زاكاري بيل (CAN)                                               | تيم فيلدت (NED)                                                |
| السيدات                                       | |                                                                |                                                                |
| السرعة الفردية                                | فيكتوريا بندلتون (GBR) | Willy Kanis (NED)                                              | سيمونا كروبيكيت (LTU)                                          |
| سباق 500 متر ضد الساعة                        | سيمونا كروبيكيت (LTU) | آنا مارس (AUS)                                                 | فيكتوريا بندلتون (GBR)                                         |
| سباق المطاردة الفردية                         | أليسون شانكس (NZL) | ويندي هوفيناجيل (أيرلندا الشمالية)                             | Vilija Sereikaitė (LTU)                                        |
| سباق المطاردة الفرقية                         | Wendy Houvenaghel · ليزي ديجنان · جوانا روسيل · بريطانيا العظمى                                                             | لورين إليس · خايمي نيلسن (دراج) · أليسون شانكس · نيوزيلندا     | Ashlee Ankudinoff · سارة كينت (دراج) · جوزي توميتش · أستراليا  |
| سباق الخدش - السكراتش                         | يوماري غونزاليس (CUB) | ليزي ديجنان (GBR)                                              | بليندا جوس (AUS)                                               |
| السرعة الفردية للفرق                          | كارلي مكولوتش · آنا مارس · أستراليا                                                                                         | فيكتوريا بندلتون · شانازي ريد · بريطانيا العظمى                | Gintare Gaivenyte · سيمونا كروبيكيت · ليتوانيا                 |
| الكيرين                                       | قوه شوانغ (CHN) | كلارا سانشيز (دراج) (FRA)                                      | Willy Kanis (NED)                                              |
| سباق النقاط                                   | جورجيا برونزيني (ITA) | يوماري غونزاليس (CUB)                                          | ليزي ديجنان (GBR)                                              |
| سباق الأومنيوم                                | جوزي توميتش (AUS) | تارا ويتن (CAN)                                                | Yvonne Hijgenaar (NED)                                         |